# Abanto (kommunhuvudort)
Abanto är en kommunhuvudort i Spanien.   Den ligger i provinsen Provincia de Zaragoza och regionen Aragonien, i den centrala delen av landet, 190 km öster om huvudstaden Madrid. Abanto ligger 930 meter över havet och antalet invånare är 152.
Terrängen runt Abanto är kuperad åt nordost, men åt sydväst är den platt. Runt Abanto är det mycket glesbefolkat, med 2 invånare per kvadratkilometer. Närmaste större samhälle är Ibdes, 14,3 km nordväst om Abanto. Omgivningarna runt Abanto är i huvudsak ett öppet busklandskap.